# Krajský přebor – Praha-město 1974/1975
V soubojích Krajského přeboru – Praha-město 1974/75, jedné ze skupin 5. nejvyšší fotbalové soutěže, se utkalo 16 týmů dvoukolovým systémem podzim – jaro. Tento ročník skončil v červnu 1975.

## Výsledná tabulka
Zdroj:
| Poř. | Tým                     | Z  | V  | R  | P  | VG | OG | B  |
| ---- | ----------------------- | -- | -- | -- | -- | -- | -- | -- |
| 1.   | TJ Uhelné sklady Praha  | 30 | 18 | 6  | 6  | 49 | 18 | 42 |
| 2.   | TJ Čechie Karlín        | 30 | 16 | 8  | 6  | 58 | 33 | 40 |
| 3.   | SK Brandýs nad Labem    | 30 | 16 | 6  | 8  | 52 | 25 | 38 |
| 4.   | TJ Tatra Smíchov        | 30 | 15 | 8  | 7  | 43 | 31 | 38 |
| 5.   | TJ Praga Praha          | 30 | 13 | 10 | 7  | 50 | 38 | 36 |
| 6.   | SK Nusle                | 30 | 13 | 7  | 10 | 38 | 31 | 33 |
| 7.   | TJ Spartak Čelákovice   | 30 | 13 | 5  | 12 | 40 | 35 | 31 |
| 8.   | TJ Sokol Říčany         | 30 | 11 | 8  | 11 | 38 | 34 | 30 |
| 9.   | TJ Slavoj Zbraslav      | 30 | 12 | 6  | 12 | 38 | 41 | 30 |
| 10.  | TJ Bohemians Praha „B“  | 30 | 11 | 7  | 12 | 38 | 36 | 29 |
| 11.  | TJ Aritma Praha         | 30 | 10 | 9  | 11 | 41 | 44 | 29 |
| 12.  | TJ Union Žižkov         | 30 | 9  | 11 | 10 | 28 | 36 | 29 |
| 13.  | TJ Viktoria Žižkov „B“  | 30 | 10 | 3  | 17 | 40 | 60 | 23 |
| 14.  | TJ Sokol Újezd nad Lesy | 30 | 6  | 8  | 16 | 42 | 66 | 20 |
| 15.  | TJ Suchdol              | 30 | 8  | 3  | 19 | 35 | 62 | 19 |
| 16.  | TJ Střešovice           | 30 | 5  | 3  | 22 | 26 | 64 | 13 |

Poznámky:
- Z = Odehrané zápasy; V = Vítězství; R = Remízy; P = Prohry; VG = Vstřelené góly; OG = Obdržené góly; B = Body

|  | Postup do Divize C 1975/76             |
|  | Sestup do příslušné I. A třídy 1975/76 |